# Нательный крест

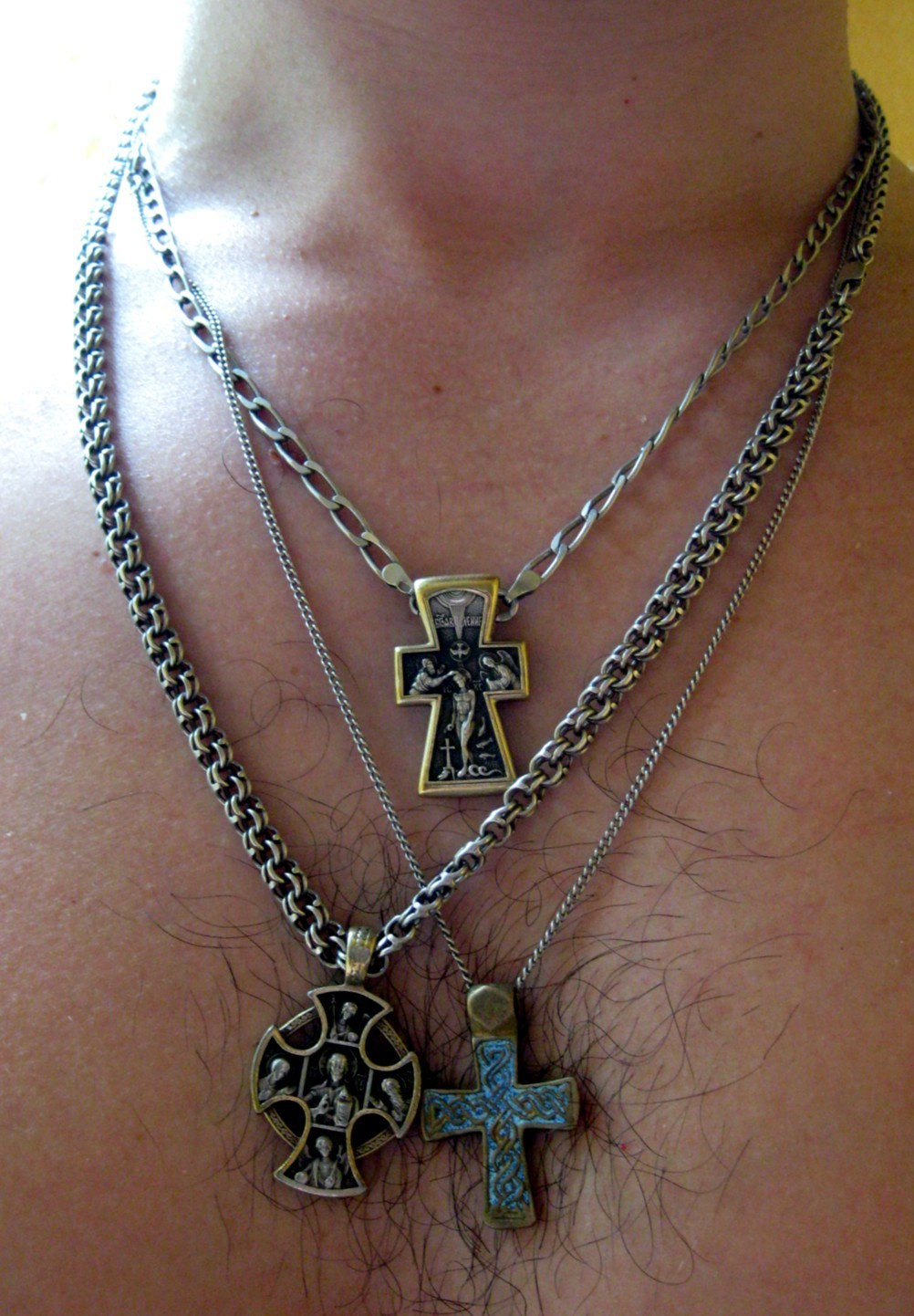
Кресты нательные; наверху — «Крещение» (современная работа), внизу слева — «Деисус — Ангел-Хранитель», справа — позеленевший, реплика древнерусского крестика, найденного в раскопках

Нате́льный крест, те́льник — украшение-подвеска в форме распятия, даваемое каждому христианину при таинстве крещения от его крёстных родителей.
Носится обычно непосредственно на теле, не напоказ. Является видом наперсного креста (этим термином чаще называется регалия духовенства, носимая поверх одежды).
Нательный крест надевается на крещаемого во исполнение евангельских слов: «кто хочет идти за Мною, отвергнись себя, и возьми крест свой, и следуй за Мною» (Мк. 8:34).

## История
В первые века христианства наперсные и нательные кресты не разделяются.
В этот период взрослые люди креста обычно не носили. Носились медальоны с изображением закланного Агнца или Распятия.
В актах Седьмого Вселенского Собора 787 года (акт 4-й) говорится, что мученик Прокопий Кесарийский (умер в 303 году), пострадавший при Диоклетиане, носил на шее крест, наполовину золотой, наполовину серебряный. То же известно о христианском воине-мученике Оресте (умер в 304 году). Иоанн Златоуст (347—407 годы), порицая «неразумных» женщин, возлагавших на просвещённых Святым Крещением младенцев амулеты, восклицал: «Не следует возлагать на младенцев ничего, кроме спасительного креста».

### Энколпион
Предшественником наперсного креста является употреблявшийся в древней христианской церкви, а также в старину на Руси, так называемый энколпион или энколпий (от греч. έν κολπειώ — за пазухой, на груди).
Энколпионы сначала имели форму четырёхстороннего ящичка, пустого внутри; с наружной стороны их помещалось изображение монограммы имени Иисуса Христа, а позже — и креста различной формы. В этом ящичке хранились частицы мощей, а в эпоху гонений — списки священных христианских книг. Два экземпляра энколпия, относящиеся, по мнению археологов, ко времени не позже IV века, найдены в 1571 году при раскопке одной из могил Ватикана.
О существовании энколпиев в IV веке свидетельствует Иоанн Златоуст в слове «Против иудеев и язычников о том, что Иисус Христос есть истинный Бог»: «Почему к этому самому древу, на котором святое тело Иисусово было распростёрто и пригвождено, все наперерыв притекают? Почему многие, как мужи, так и жены, получив малую частицу этого древа и обложив её золотом, вешают на свою шею, как украшение, между тем как оно было некогда знаком осуждения и наказания? Потому, что создавший все и все преобразующий, избавивши вселенную от нечестия и соделавший землю небом, Он и это орудие ненавистное и позорнейшее всех смертей превознес выше небес».
Позже они имеют форму креста, сохраняя по-прежнему пустоту внутри, для хранения священных реликвий. В этом виде они стали принадлежностью епископского сана и носились епископами поверх одежды.

## В православии
Крестики могут быть металлическими или деревянными (особенно часто — кипарисовыми). В русской православной традиции на обороте нательного креста часто помещается надпись «Спаси и сохрани».
На Руси нательные кресты фиксируются уже с середины X века (ещё до официального крещения Руси в 988 году) в сети узловых пунктов Древнерусского государства — в городах и на погостах. Они обнаружены в основном в дружинных погребальных комплексах, что демонстрирует роль дружины в процессах христианизации. На территории нынешней Центральной России наиболее ранние археологические находки с нательными крестами отмечены в Тимерёве и датируются серединой — третьей четвертью X века. Изображение распятия встречается уже на древнерусских нательных крестах, но сравнительно редко.
В Советском Союзе для многих ношение креста было формой исповедничества. По окончании гонений со стороны государства многие вновь стали носить нательный крест. Ношение креста наряду с иконками, поясами и даже кольцами с текстами молитв, может носить суеверный характер, если носящий воспринимает его как один из возможных оберегов.

Шнурок для крестика часто называют гайтан.
| - Кресты-тельники. Россия, конец XIX века |

### У старообрядцев
Старообрядцы категорически отвергают нательные кресты с Распятием, считая, что изображение святого образа уподобляет нательный крест иконе, ношение которой на теле противоречит правилу Василия Великого (см. Номоканон): «Всякий, носящий на себе в качестве ладанки какую-либо икону, подвергаться должен отлучению от причастия на три года». В то же время в старообрядчестве мужские и женские нательные кресты отличаются изображением на последнем лозы — в напоминание о словах псалмопевца: «Жена твоя, яко лоза плодовита в странах дому твоего» (Пс. 127:3). На обороте и мужских, и женских старообрядческих крестов помещается начало молитвы Честному животворящему Кресту Господню: «Да воскреснет Бог, и разыдутся врази Его, и да бежат от лица Его ненавидящие Его» (Пс. 67:2, т.ж. Чис. 10:35).
У старообрядцев в начале XX века подавляющее большинство крестов отливались из латуни, некоторые отливались из бронзы. Это производилось в зависимости от купленного лома (металла), а специально сплав бронзы не делали. Стоимость лома латуни была от 9 до 10 рублей за пуд. Реже нательные кресты отливались из серебра. Цена за изготовление серебряных крестов была 10 рублей/фунт. Фунт серебра стоил 14 рублей.
К началу XX века литые кресты старообрядцев делились на 6 сортов и на мужские и женские. Из тетради красносельского литейного мастера А. П. Серова (1899—1974):

1 сорт. Самые малые назывались младенческие. Мужской крест имел в длину 25 мм, в ширину 7 мм, вес 2 гр. Цена 1 коп. 1 шт. Женский в длину 25 мм, в ширину 8 мм.

2 сорт. Назывались детские. Мужской крест имел в длину 36 мм, в ширину 17 мм, вес — 4 гр. Цена 1½ коп. 1 шт. Женский крест детский имел в длину 36 мм, в ширину 18 мм, вес — 4 гр. Цена 1½ коп.

3 сорт. Средние. Мужской длина 41 мм, ширина 19 мм, вес — 6 гр. Цена 2½ коп. Женский длина 43 мм, ширина 25 мм, вес 6 гр. Цена 2½ коп. 1 шт.

4 сорт. Крупные. Мужской крест имел в длину 47 мм, в ширину 24 мм, вес 8 гр. Цена 3½ коп. 1 шт. Женский имел в длину 48 мм, ширину 26 мм, вес 8 гр. Цена 3½ коп. 1 шт.

5 сорт. Самые крупные назывались Казацкие, мужской имел размер в длину 52 мм, ширину 48 мм, вес 12 гр. Цена 5 коп. 1 шт. Женский имел длину 53 мм, ширину 50 мм, вес 12 гр. Цена 5 коп. 1 шт.

6 сорт. Цареградские. По размеру и весу и цене одинаковы, как крупные и казацкие, только фасона и композиции другой.

Кресты распятия отливалися от двухвершковых до 9 вершков по цене от 1 руб. до 5 руб. Все изделия, как кресты нательные, иконы и распятия, делали с эмалью и без эмали, смотря по заказу. Цена с эмалью была дороже примерно копеек на 25-30 в штуке.— 